# Porphyronota tessellata
Porphyronota tessellata är en skalbaggsart som beskrevs av Moser 1904. Porphyronota tessellata ingår i släktet Porphyronota och familjen Cetoniidae. Inga underarter finns listade i Catalogue of Life.